# 二份子乡
二份子乡，是中华人民共和国内蒙古自治区呼和浩特市武川县下辖的一个乡镇级行政单位。

## 行政区划
二份子乡下辖以下地区：
五份子村、蔺家圪卜村、奎素村、纳令河村、花西村、南湾村、双玉城村、南苏计村、讨号图村、奶母沟村、黑沙兔村、姚家村、白彦花村、黑浪壕村和厂汗此老村。